# Jerky Turkey
«Jerky Turkey» («Индюшка на ужин» или «Индейка-злодейка») — короткометражный мультипликационный комедийный фильм, выпущенный в 1945 году компанией Metro-Goldwyn-Mayer. Режиссёр Текс Эвери, сценарист Хек Аллен, мультипликаторы: Престон Блэйр, Эд Лав, Рэй Абрамс, композитор Скотт Брэдли.

## Сюжет
Фильм начинается с прибытия «в 1620-м и 7/8 году» к берегам Америки корабля пилигримов. Далее показывается суровый быт времён освоения земель с поправкой на современность: поселенцы сразу делятся на два лагеря, демократов и республиканцев, стоят в очереди за сигаретами, живут в трейлерах и т. д.
Главный герой ленты, известный как Пилигрим, отправляется на охоту, чтобы добыть индейку к ужину в честь Дня благодарения, но попавшаяся ему индейка совершенно безумна и не прочь немного порезвиться. Остаток фильма Пилигрим гоняется за индейкой, тщетно пытаясь её поймать.

## Покушайте у Джо
Сквозным персонажем через всю ленту проходит молчаливый медведь, несущий рекламный щит с надписью «Покушайте у Джо». К финалу фильма уставшие и голодные Пилигрим и индейка решают зайти в заведение под названием «У Джо», в результате оказываются в желудке у медведя, который и являлся тем самым Джо. В финале фильма зритель видит, как сидящий в желудке медведя вместе с индейкой Пилигрим поднимает рекламный щит с надписью: «Не кушайте у Джо!».
Шутка позже фигурировала в некоторых других фильмах Эвери, например, в «The Cat that Hated People» (1948), «Little Johnny Jet» (1953) и др.

## Разное
На бельевой верёвке у трейлера сушится рабочий комбинезон с надписью Lockheed. Что говорит о том, что владелец трейлера подрабатывает на заводе Lockheed. О других шутках, характерных для мультфильмов периода Второй мировой войны, см. в статье «Swing Shift Cinderella».
Модель Пилигрима является адаптированной версией индейца Wheel-Whata из фильма Эвери «Big Heel-Watha».